# Villalobar de Rioja
Villalobar de Rioja ist eine kleine Gemeinde (municipio) mit 73 Einwohnern (Stand: 2024) im Nordwesten der Autonomen Gemeinschaft La Rioja in Spanien.

## Lage
Der Ort Villalobar de Rioja liegt im Nordwesten in einer Höhe von etwa 585 m. Die Entfernung zur östlich gelegenen Provinzhauptstadt Logroño beträgt ca. 55 km (Fahrtstrecke). Das Klima ist gemäßigt bis warm; Regen (ca. 640 mm/Jahr) fällt überwiegend im Winterhalbjahr.

## Bevölkerungsentwicklung
| Jahr      | 1900 | 1950 | 2001 | 2019 |
| Einwohner | 314  | 465  | 117  | 58   |

Infolge der Mechanisierung der Landwirtschaft, der Aufgabe bäuerlicher Kleinbetriebe und des daraus resultierenden geringeren Arbeitskräftebedarfs ist die Einwohnerzahl seit der 2. Hälfte des 20. Jahrhunderts stark rückläufig.

## Wirtschaft
Das kleine Bergdorf war und ist in hohem Maße geprägt von der Landwirtschaft, vor allem von der Viehzucht.

## Geschichte
Im 8. Jahrhundert drangen die Mauren bis in den Norden der Iberischen Halbinsel vor. Im Zuge der Rückeroberung der besetzten Gebiete durch die Christen (reconquista) lag die Gegend um Villalobar im Grenzbereich beider Kulturen – in einer Urkunde des Jahres 1120 wird der Ort als Villafavar erstmals namentlich erwähnt. 1804 wurde der Ort aus der Stadt Santo Domingo de la Calzada ausgegliedert.

## Sehenswürdigkeiten

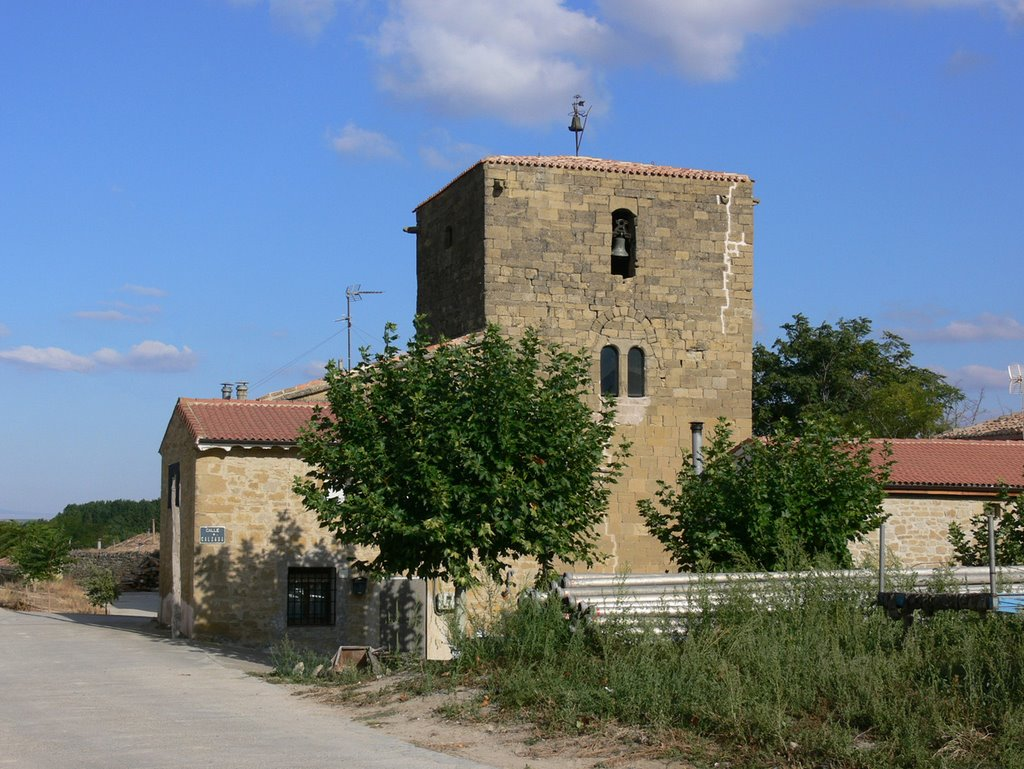
Die Iglesia Parroquial de la Asunción aus dem 12. Jahrhundert

- Die örtliche Pfarrkirche Iglesia Parroquial de la Asunción ist Mariä Himmelfahrt geweiht; sie zeigt romanische Stileinflüsse und stammt noch aus dem 12. Jahrhundert.